# Christophe Beck
Jean-Christophe Beck (Montreal,  30 de novembro de 1972), mais conhecido pelo nome artístico Christophe Beck, é um compositor de trilhas sonoras canadense. Frequentou a Universidade Yale antes de começar a carreira. Desde então, com mais de 15 anos em atividade, já trabalhou em mais de 70 filmes, e, entre os mais conhecidos; Cheaper by the Dozen, The Hangover, Date Night, Burlesque e Frozen. O jornal Chicago Tribune o descreveu como o compositor de "memoráveis melodias românticas".